# 1767 na literatura

## Eventos
- Michael Bruce - Elegia Escrita na Primavera.
- Johann Kaspar Lavater - Canções Suíças.
- Heinrich Wilhelm von Gerstenberg - Ariadne em Naxos.
- Laurence Sterne termina Tristem Shandy.

## Nascimentos
| Data          | Nome                    | Profissão                       | Nacionalidade | Observações | Ref |
| ------------- | ----------------------- | ------------------------------- | ------------- | ----------- | --- |
| 22 de Junho   | Wilhelm von Humboldt    | linguista, diplomata e filósofo | Alemanha      | m. 1835     |     |
| 25 de Outubro | Benjamin Constant       | escritor                        | Suíça         | m. 1830     |     |
| 8 de Setembro | August Wilhelm Schlegel | poeta                           | Alemanha      | m. 1845     |     |

## Mortes
| Data           | Nome         | Profissão | Nacionalidade | Observações | Ref |
| -------------- | ------------ | --------- | ------------- | ----------- | --- |
| 22 de Dezembro | John Newbery | editor    | Inglaterra    | n. 1713     |     |